# 엑시터 칼리지 (옥스퍼드 대학교)
엑시터 칼리지(Exeter College)는 잉글랜드 옥스퍼드 대학교를 구성하는 칼리지 중 하나로, 네 번째로 오래된 칼리지이다. 1314년 주교 월터 스테이플던과 리처드 스테이플던 경 형제에 의해 설립되었다.